# Akutno zapaljenje suznih puteva
Akutno zapaljenje suzne kesice (lat. dacryocystitis ac.) je zapaljenjski proces koji najčešče nastaje kao sekundarna pojava zbog stenoze ili obliteracije suznonosnog kanala (lat. stenosis et obliteratio canalis lacrimonasalis).

## Epidemiologija
Zapaljenje suznih puteva jedna je od čestih infekcija oka. Neštočešče se javlja u trećo i četvrtoj deceniji života. Žene su često pogođene bolešću
Rasne razlike
Zbog anatomskih razlika, kod osoba crne rase zapaljenje suznih puteva može biti manje izraženo nego kod belaca. Naime nazolakrialni sistem zbog šireg nosa kod crnaca je veći a lakrialni kanal je kraći.

## Etiopatogeneza
Kliničkoj slici akutnog zapaljenje suzne kesice može prethoditi hronični obik bolesti i obrnuto, hronični oblik moće prethoditi akutnom, mada je mnogo češća ova druga varijanta. Zbog stenoze ili obliteracije suznonosnog kanala suze se nakupljaju u suznoj kesici a u njima se umnožavaju bakterije, koje su do tada činile saprofitnu floru. Bakterije ne samo da se umnožavaju već postaju virulentne i izazivaju zapaljenjske promene niskog intenziteta.
Zapaljenje je lokalizovano na sluzokoži unutrašnje strane suzne kesice, tako da spolja na koži korena nosa ne postoje nikakve druge manifestacije zapaljenja. Tek pritiskom na predeo suzne kesice, dolazi do istiskivanja mukopurulentnog ili purulentog sadržaja, kroz suzne tačkice (što je znak za hronično zapaljenje suzne kesice (lat. dacryocystitis chronica mucopurulenta s. purulenta)

## Klinička slika
Bolest počinje kao hronični, a onda prelazi u akutni oblik. Akutni oblik može preći u apsces suzne kese a ovaj u flstulozni dakriocisitis i prati je otok, crvenilo, bol i lokalno povećanje temperature. Zbog bolne osetljivosti, ne može se vršiti palpacija predela suzne kesice. Tokom vremena zapaljenski proces može se proširiti sa sluzokože suzne kesice na ceo njen zid, okolno tkivo i kožu iznad suzne kesice.  
Pored lokalnih znakova zapaljenja, kod akutnog dakriocistitisa može postojati i poremećaj opšteg stanja: temperatura, groznica, malaksalost.

## Dijagnoza
Dijagnoza se postavlja na osnovu anamneze, kliničkog pregleda i ispitivanja prolaznosti suznih puteva propiranjem.

## Diferencijalna dijagnoza
U diferencijalnoj dijagnozi treba imati u vidu 
- hordeolum lokalizovan u predelu unutrašnjeg dela donjeg kapka,
- celulitis orbite
- akutni periostitis (gnojni procesi koji se sa korenova zuba gornje vilice proširuju na okolne meke ali i koštane delove tkiva).[7]

## Terapija
Akutni dakriocistitis se leči primenom odgovarajućih antibiotika, pre svega sistemskih, au težim slučajevima i kortikosteroida.
Lečenje je urgentno zbog mogućnosti nastanka flegmone orbite i tromboze kavernoznog sinusa, kada je i život ugrožen. 
U akutnom stanju zapaljenja ne vrši se nikakvo ispipiranje ili sondiranje suznih puteva iz dva razloga: prvo, jer je ta intervencija vrlo bolna i neizvodljiva a drugo, postoji opasnost od širenja bakterijske infekcije.
Kod apscesa suzne kesice vrši se incizija i pražnjenje gnojpg sadržaja. Pravac incizije upravan je na zamišljenu liniju koja spaja spoljašnji ugao otvora kapaka i krilca nosa. Na ovaj način izbegava se povreda angularne vene (lat. v. angularis).

## Prognoza
Vremenom se znaci akutnog zapaljenja smiruju, bol nestaje a opšte stanje se popravlja. Na mestu pražnjenja stvara se fistula, obložena epitelom, tako da ova faza dakriocistitisa ponovo dobija hroničnu formu i naziva se flstulozno zapaljenje suzne kesice (lat. dacryocystitis fistulosa). Fistulu, iako je veoma mala, prepoznaje sam bolesnik jer kroz nju često dolazi do izlaska mukopurulentnog sadržaja iz suzne kesice, ili je uočava lekar pri ispiranju suznih kanala, kada kroz fistulu ističe ubrizgana tečnost. 
Ukoliko se akutni dakriocistitis pravovremeno ne leči može da nastane apsces, kada se ispod unutrašnjeg ugla otvora kapka stvara šupljina ispunjena gnojnim sadržajem, koja može oštetiti i okolne koštane strukture, i dovesti do maksilofacijalnih preloma.

## Literatura
- Kanski, J. J.; Bowling, B. Clinical ophthalmology: a systematic approach (3rd изд.).. Elsevier Health Sciences; 2011:66.
- Tandon, R. (2014). Parsons diseases of the eye (22nd изд.). Elsevier India. стр. 476.
- American academy of ophthalmology, (revision on 2009-2010).  Section
- Orbit,  eyelid and lacrimal apparatus. 2010:294.
- Basak, S. K. (2013). Essentials of ophthalmology (2nd изд.). Medical Book Company. стр. 281.

|  | Molimo Vas, obratite pažnju na važno upozorenje u vezi sa temama iz oblasti medicine (zdravlja). |